# Surveillance des trains en marche
Pour les articles homonymes, voir STEM.
La surveillance des trains en marche (STEM) est une opération de sécurité ferroviaire visuelle, effectuée sur le réseau ferré national français. Les agents sédentaires pouvant le faire durant leur travail, les agents sédentaires en postes désignés et les agents le long des voies (si cela n'interfère pas avec leur travail) sont chargés d'observer le passage d'un train afin de détecter toute anomalie sur la rame : porte mal fermée, départ de feu, etc.
Cette disposition étant également valable sur les chemins de fer secondaires ; les CFD attribuaient ce rôle aux « contrôleurs des trains ». 
Dans le jargon cheminot, cette opération est surnommée « faire la vache ».